# Ōgon Musōkyoku
Ougon Musou Kyoku (黄金夢想曲, lit. Fantasia Dourada) é um jogo de luta 2D desenvolvido e publicado pelo grupo 07th Expansion. O jogo é um spin-off da visual novel Umineko no Naku Koro ni (também produzida pela 07th Expansion) e foi lançado inicialmente em 31 de dezembro de 2010 para plataforma de PC. Em outubro de 2011, a empresa Alchemist lançou uma versão para Xbox 360 chamada Ougon Musou Kyoku X, acrescentando novos personagens(Ushiromiya Jessica,Ushiromiya Rosa e Ushiromiya George) e modificando partes do jogo para torná-lo mais equilibrado. Uma expansão para a versão para PC, chamada Ougon Musou Kyoku †CROSS foi lançada em 31 de dezembro de 2011.

## Jogabilidade
Ougon Musou Kyoku é um jogo de luta com suporte para até dois jogadores. Cada jogador escolhe dois personagens diferentes por partida, podendo controlar apenas um de cada vez, mas podendo trocar entre eles durante a partida. Cada personagem possui uma habilidade distinta que pode ser usada para beneficiar a si mesmo ou ao aliado durante um curto período de tempo. Escolher os personagens certos cujas habilidades se complementam é fundamental para a vitória no jogo.
Há dois modos de ativar essas habilidades. Automaticamente ao trocar de personagens, a habilidade do personagem que saiu de batalha é ativada para o personagem que está entrando em batalha. O outro modo é ativar o "meta-mundo", uma habilidade que muda drasticamente o campo de batalha e ativa as habilidades de ambos os personagens. O meta-mundo só pode ser ativado usando a "Barra de SP", também usada para ataques especiais. Quando o meta-mundo é ativado, ele continuará ativo até que a Barra de SP do personagem que o ativou se esgote. Apenas o jogador que ativou o meta-mundo pode se beneficiar dele, mas o adversário pode cancelar o meta-mundo do jogador ao ativar o seu próprio.

## Enredo
O jogo se passa na ilha de Rokkenjima, onde uma série de assassinatos e desaparecimentos misteriosos ocorrem no decorrer de 4 e 5 de outubro de 1986. A história se foca em um jogo de lógica entre Beatrice, uma bruxa que viveu por mais de mil anos e diz ter cometido os crimes com magia, e Battler Ushiromiya, um rapaz que tenta provar que as mortes e desaparecimentos foram provocados por humanos normais. Como um jogo de equipes de dois personagens em cada lado, ele possui diversos finais diferentes (um para cada par de personagens) que são considerados finais alternativos de Umineko no Naku Koro ni.

## Personagens
Os personagens da versão original para PC são: Battler, Ange, Shannon, Kanon, Lúcifer, Chiester 410, Ronove, Eva-Beatrice, Virgilia e Beatrice. Apesar disso, foram achados dados na programação do jogo que sugerem que as personagens Bernskatel e Rena Ryugu de Higurashi no Naku Koro ni seriam personagens jogáveis. Uma atualização gratuita no site oficial do jogo permite adicionar Jéssica Ushiromiya como personagem jogável na versão para PC. Jéssica, George e Rosa são os novos personagens jogáveis para a versão do jogo para Xbox 360, Ougon Musou Kyoku X. Além de George e Rosa, Ougon Musou Kyoku †CROSS irá adicionar os personagens Erika Furudo, Dlanor A. Knox, Black Battler, Bernkastel, Lambdadelta e Willard H. Wright.
Battler Ushiromiya (右代宮 戦人, Ushiromiya Batora)
Battler é um personagem equilibrado especializado em ataques de curta e média distância. Sua habilidade, Resurrection (Ressurreição), gradualmente preenche a barra de vida do jogador por um certo período, uma habilidade simples porém eficiente e útil em qualquer time.
Ange Ushiromiya (右代宮 縁寿, Ushiromiya Enje)
Ange é uma personagem mista capaz de atacar o inimigo simultâneamente ao invocar os personagens Sakutaro e as Sete Irmãs do Purgatório, que atacam independentemente dela. Sua habilidade, Stun Boost (Impulso Atordoante), aumenta as chances de um ataque atordoar um oponente, o que os deixa mais vulneráveis a ataques, uma habilidade bastante útil para extensão de combos.
Shannon (紗音, Shanon)
O estilo de luta de Shannon é orientado para defesa, podendo criar barreiras capazes de bloquear ataques inimigos. Sua habilidade, Auto-Guard (Auto-Guarda), permite ao jogador defender-se automaticamente dos ataques do oponente sempre que for possível.
Kanon (嘉音)
Kanon é um personagem especializado em ataques de curta distância que podem ser facilmente combinados para maximizar seus ataques. Sua habilidade, Silent Attack (Ataque Silencioso), diminui a quantidade de SP recebido pelo oponente ao sofrer dano.
Lúcifer (ルシファー, Rushifā)
Lúcifer se especializa em realizar ataques de curta distância após ser chamada ao campo de batalha através do sistema de troca. Sua habilidade, Attack Touch (Toque de Ataque), permite ao jogador trocar de personagem durante um ataque mesmo que o tempo mínimo necessário para se trocar de personagens ainda não tenha passado, e caso esse tempo já tenha se passado, permite trocar de personagens sem resetar o contador, podendo realizar uma outra troca de personagens logo em seguida.
Chiester 410 (シエスタ410, Shiesuta Yonichimaru)
Chiester 410 se especializa em ataques de longa distância, podendo atingir o oponente de qualquer lugar do campo de batalha. Sua habilidade, Break Boost (Impulso de Ruptura), faz com que a barra de Limite de Ruptura do oponente seja preenchida mais rapidamente. A barra de Limite de Ruptura é preenchida cada vez que o jogador defende de um ataque, e quando cheia, fará com que a defesa falhe.
Ronove (ロノウェ, Ronowe)
Assim como Shannon, o estilo de batalha de Ronove se especializa em defesa, bloqueando, desviando e contra-atacando os ataque inimigos. Sua habilidade, Counter Boost (Impulso de Contra-ataque), aumenta o dano causado por contra-ataques.
Eva-Beatrice (エヴァ・ベアトリーチェ, Eba-Beatorīche)
Eva-Beatrice (nome oficializado desta forma no vídeo de abertura do jogo) é uma personagem especializada em ataques de curta distância. Sua habilidade, Berserk (Selvagem), aumenta em cerca de 30% o poder de ataque do jogador.
Virgilia (ワルギリア, Warugiria)
Virgilia é uma personagem mista com diversos ataques capazes de atingir o oponente de qualquer lugar do campo de batalha. Sua habilidade, Brimful (Até à Borda), gradualmente preenche a Barra de SP de ambos os personagens do jogador.
Beatrice (ベアトリーチェ, Beatorīche)
Beatrice é uma personagem especializada em ataques de média distância com uma imensa variedade de ataques. Sua habilidade, Infinity SP (SP Infinito), permite ao jogador usar um ataque especial sem o uso de SP por um certo período de tempo.
Jéssica Ushiromiya (右代宮 朱志香, Ushiromiya Jeshika)
Jéssica não está disponível na versão original do jogo, podendo ser adicionada através de uma atualização disponível no site oficial do jogo e é jogável na versão para Xbox 360. Sua especialidade são ataques de curta distância. Sua habilidade, Shave Boost (Impulso de Corte), permite causar dano no oponente mesmo que ele esteja defendendo.
George Ushiromiya (右代宮 譲治, Ushiromiya Jōji)
Um dos personagens exclusivos da versão para Xbox 360, mas é disponível na versão para PC em Ougon Musou Kyoku †CROSS. Ele é um personagem misto especializado em ataques de longa e média distância. Sua habilidade, Patience (Paciência), permite que o jogador ganhe SP mesmo quando esteja defendendo.
Rosa Ushiromiya (右代宮 楼座, Ushiromiya Rōza)
Um dos personagens exclusivos da versão para Xbox 360, mas é disponível na versão para PC em Ougon Musou Kyoku †CROSS. Rosa se especializa em ataques de média distância e é capaz de ultrapassar a defesa do oponente. Sua habilidade, Detachment (Distanciamento), reseta o tempo mínimo para que o oponente possa trocar de personagem, assim forçando-o a ficar com o mesmo personagem.
Black Battler (黒き戦人, Kuroki Batora)
Um dos novos personagens disponíveis em Ougon Musou Kyoku †CROSS. Black Battler possui um gameplay completamente idêntico a Battler, com exceção de sua habilidade e de um ataque. Sua habilidade, Massacre, permite ao jogador absorver parte da energia do inimigo sempre que realiza um ataque.
Erika Furudo (古戸 ヱリカ, Furudo Erika)
Um dos novos personagens disponíveis em Ougon Musou Kyoku †CROSS. Erika se especializa em ataques de curta distância e sua habilidade, Force Counter (Contra-ataque Forçado), faz com que o primeiro ataque de cada combo seja considerado um contra-ataque (contra-ataques causam mais dano do que ataques normais).
Dlanor A. Knox (ドラノール・A・ノックス, Doranōru A Nokkusu)
Um dos novos personagens disponíveis em Ougon Musou Kyoku †CROSS. Dlanor se especializa em ataques de média e curta distância e sua habilidade, Armor Boost (Impulso de Armadura), duplica a defesa do jogador.
Willard H. Wright (ウィラード·H·ライト, Wirādo H. Wright)
Willard foi incluído como parte de uma expansão para Ougon Musou Kyoku †CROSS liberada em 24 de fevereiro de 2012. Willard é especializado principalmente em ataques de longa distância com sua espada. Sua habilidade, SP Cancel (Cancelamento de SP), permite "cancelar" um ataque especial em outro, podendo realizar um ataque antes de a animação do ataque anterior ser completada.
Lambdadelta (ラムダデルタ, Ramudaderuta)
Lambdadelta foi incluída como parte de uma expansão para Ougon Musou Kyoku †CROSS liberada em 23 de março de 2012. Seus movimentos envolvem principalmente atirar doces em seus oponentes e também poder criar um escudo mágico para se defender de projéteis. Sua habilidade UltraPER, esvazia completamente a barra de Limite de Ruptura do jogador.
Bernkastel (ベルンカステル, Berunkasuteru)
Bernkastel foi incluída como parte de uma expansão para Ougon Musou Kyoku †CROSS lançada em Abril de 2012. Ela é uma personagem baseada em projéteis que ataca com gatos, cristais, e raios e pode usar ataques diferentes para cada cristal flutuando ao seu redor. Sua habilidade, Meta Boost (Impulso Meta), possui dois efeitos: durante o meta-mundo, a habilidade estende a duração do mesmo, enquanto que fora do meta-mundo, o tempo mínimo necessário para se ativar o meta-mundo é cortado pela metade.

## Histórico de Lançamentos
A versão para PC do jogo foi lançada 31 de dezembro de 2010. No mesmo dia, foi lançada a trilha sonora oficial do jogo.  Em 8 de julho de 2011, uma atualização do jogo adiciona Jéssica como personagem jogável, melhorias no sistema on-line dentre outras melhorias para aprimorar a jogabilidade. Uma vesão para Xbox 360 foi lançada em 6 de outubro de 2011 pela empresa Alchemist, intitulada Ougon Musou Kyoku X (黄金夢想曲X), adicionando George e Rosa como personagens jogáveis.
Uma sequência, intitulada Ougon Musou Kyoku †CROSS (黄金夢想曲†CROSS) será lançada em 31 de dezembro de 2011, na forma de uma atualização do jogo. Sendo assim, é necessária a presença do jogo original para se instalar Ougon Musou Kyoku †CROSS.

## Outras mídias
Uma adaptação em mangá intitulada Ougon Musou Kyoku começou sua publicação em dezembro de 2011 na revista Comp Ace da editora Kadokawa Shoten..